# Campoplex disjunctus
Campoplex disjunctus là một loài tò vò trong họ Ichneumonidae.